# Пад на напрежение
Падът на напрежение е разликата в потенциалите в двата края на един електрически елемент или между две избрани точки като част от електрическа верига. Измерва се с мерната единица за електрическо напрежение - волт V.
В общия случай при трифазна система е:
{\displaystyle \Delta U=\surd 3I(Rcos\varphi +Xsin\varphi )}
Пад на напрежение при постоянен ток ({\displaystyle U}) се определя съгласно зависимостите между електрическите величини по закона на Ом
{\displaystyle U=IR\,}
където
I – електрическия ток през веригата;
R – съпротивление на електрическата верига или на отделни елементи от нея.
При постоянно напрежение, създавано от източника, токът в електрическата верига се определя от R. Това се отнася не само до нарочно поставените елементи, но се определя и от свързващите проводници и тяхната проводимост. Съпротивлението им като параметър зависи от специфичната проводимост на материала на проводниците и тяхната дължина l:
{\displaystyle R=\rho {\frac {l}{S}}},
където
ρ – специфично електрическо съпротивление,
S – сечение на проводника.
Падът на напрежение може да бъде желан и реализиран посредством елементите включени в електрическата схема или нежелан.
Нежелан пад на напрежение e тoзи реализиран в свързващите проводници, използваните контакти, свързващите елементи и вътрешните съпротивления в източниците на напрежение. Желан е падът на напрежение при електрическите нагревателни уреди, товарите свързани с преобразуване на електрическата в някаква друга енергия (например механична, светлинна), при някои електрически и електронни компоненти, където се налага ограничаване на напрежението/тока през компонентите за постигане на други цели – например желано управление на електрическите параметри.
Падът на напрежение може да бъде пренебрегнат, когато има много малък импеданс на свързващите проводници спрямо общото съпротивление на останалите компоненти във веригата. За пример ако в електрически нагревател имаме съпротивление от 10 ома и кабела, който осигурява напрежение към него има 0,2 ома (около 2% от цялото съпротивление на веригата), това означава, че 2% от осигуреното напрежение се губи от самия кабел. Много голям пад на напрежение би довел до незадоволителна работа на електрическата техника, на похабена енергия и отделена топлина твърде опасна за експлоатационната сигурност на цялата система от конкретната електрическа верига. Падът на напрежение също може да повреди някои електрически двигатели, тъй като те няма да могат да се разтварят.
Падът на напрежение при пренос на електрическа енергия е важен показател. Затова предварително се изчисляват всички параметри на електрическата мрежа като се оразмеряват консумираните мощности, трансформирането на ел. енергия и дължината на клоновете. Най-лесният начин да се намали падът на напрежение е да се увеличи диаметъра (сечението) на проводника между източника и товара, което намалява цялостното съпротивление, но това значително оскъпява линиите за доставка на ел. енергия. По-сложните техники включват активни елементи, които да компенсират нежелания пад на напрежение.